# Ludwik Sobolewski (filolog)

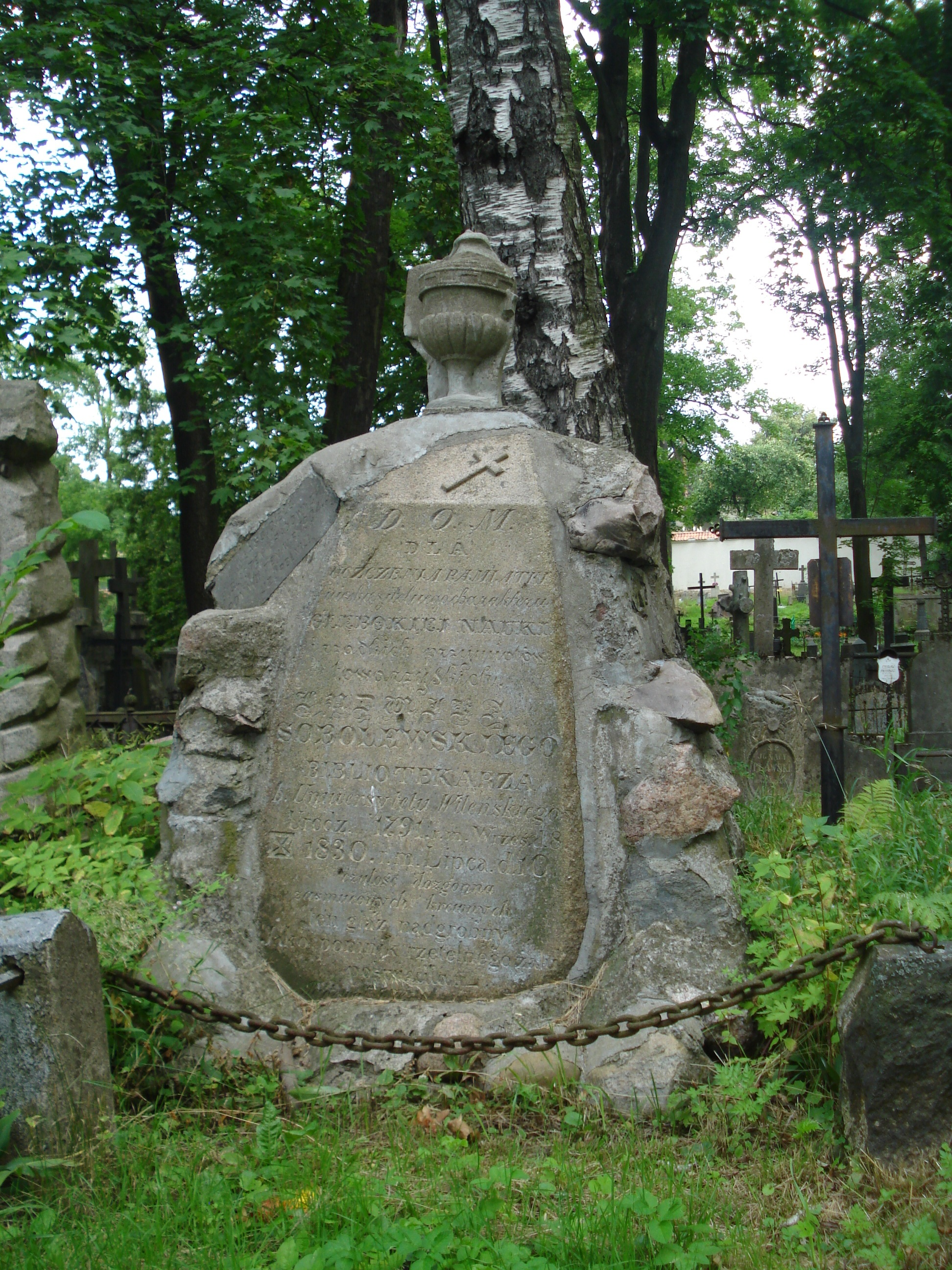
Grobowiec Ludwika Sobolewskiego

Ludwik Sobolewski (ur. 18 września 1791 w Wilnie, zm. 10 lipca 1830 tamże) – bibliotekarz, bibliograf, nauczyciel gimnazjalny.

## Życiorys
Ukończył gimnazjum w Wilnie oraz Uniwersytet Wileński – z magisterium w 1811.
Od 1817 nauczyciel w Kownie i Białymstoku – nauczyciel literatury starożytnej w gimnazjum w Białymstoku. Drukował w "Dzienniku Wileńskim". 
W latach (1826–1830) prefekt biblioteki Uniwersytetu Wileńskiego, następca prof. Groddcka.
Zbierał materiały do bibliografii w bibliotekach Czartoryskich w Puławach, Chreptowicza w Szczorsach, Ossolińskiego w Wiedniu. W latach 1821–23 przebywał u Józefa Maksymiliana Ossolińskiego w Wiedniu zbierając materiały do zamierzonej bibliografii polskiej. Józef Maksymilian Ossoliński udostępnił mu nie tylko zbiory, ale i własne prace oraz rękopis bibliografii Samuela Bogumiła Linde, a w liście do Adama Jerzego Czartoryskiego nakreślił wytyczne i program podejmowanej przez Sobolewskiego pracy ("Dzień. Warsz." 1825 t. 2). Był stypendystą na Uniwersytecie Wiedeńskim. Wysłany na koszt Uniwersytetu Wileńskiego do Paryża. Pozostawił obszerne materiały mające posłużyć do uzupełnienia i poprawienia dzieła Feliksa Bentkowskiego "Historia literatury polskiej".
Materiały zostały wykorzystane w dziele Adama Jochera „Obraz bibliograficzno-historyczny literatury i nauk w Polsce, od wprowadzenia do niej druku po rok 1830 włącznie, z pism Janockiego, Bentkowskiego, Ludwika Sobolewskiego, Ossolińskiego, Juszynskiego, Jana Winc. i Jerz. Sam. Bandtków i t. d.” Wilno, Nakładem i drukiem J. Zawadzkiego, 1840-57.
Pochowany na cmentarzu Bernardyńskim na Zarzeczu w Wilnie.